# Église Saint-Éloi de Russy
Pour les articles homonymes, voir Église Saint-Éloi.
L'église Saint-Éloi est une église catholique située à Russy, en France. Datant du XIIIe siècle, elle est partiellement inscrite au titre des Monuments historiques.

## Localisation
L'église est située dans le département français du Calvados, à l'est du petit bourg de Russy.

## Historique
Le chœur et le clocher sont inscrits au titre des Monuments historiques depuis le 29 octobre 1926.

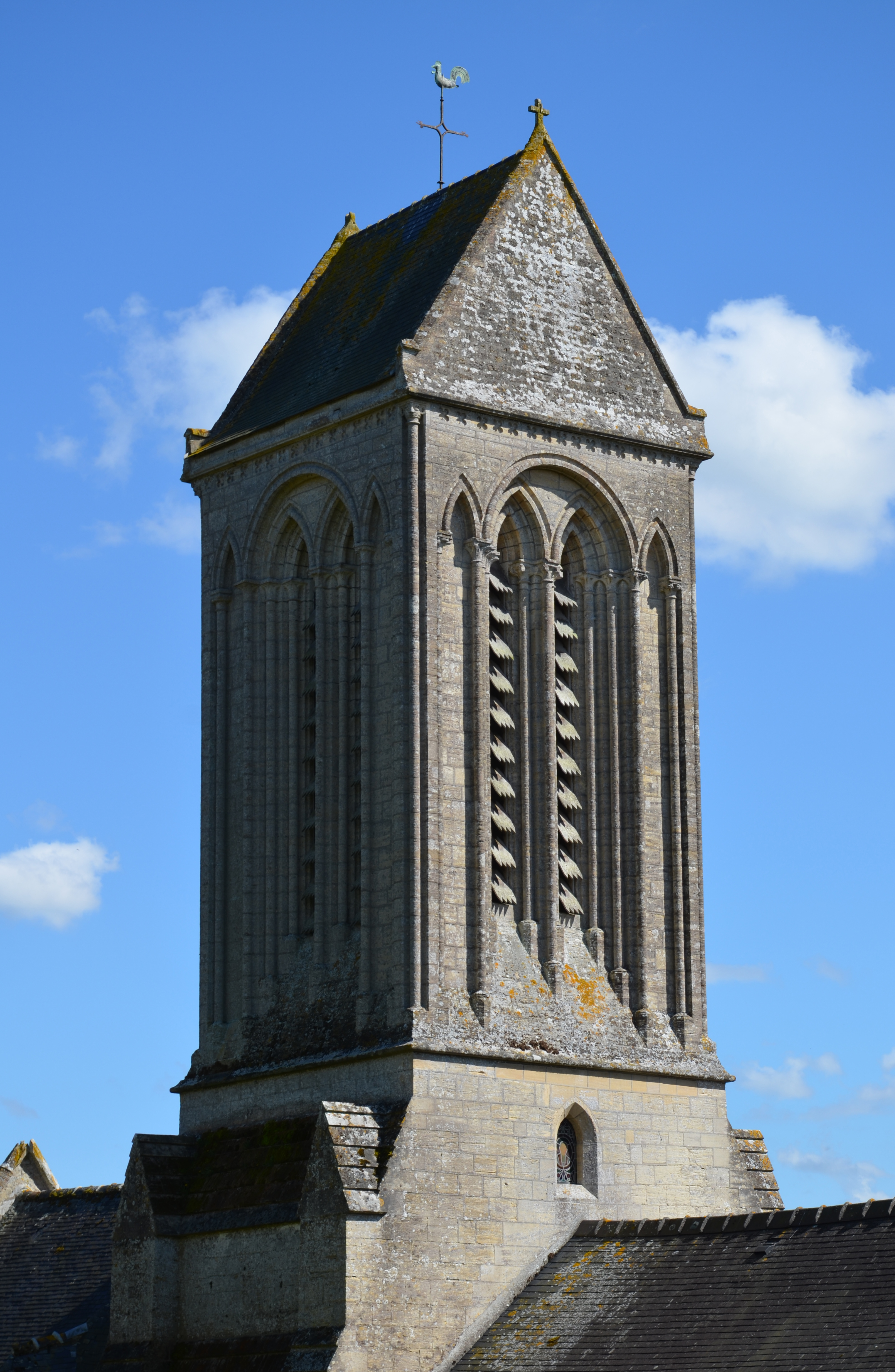
Clocher.
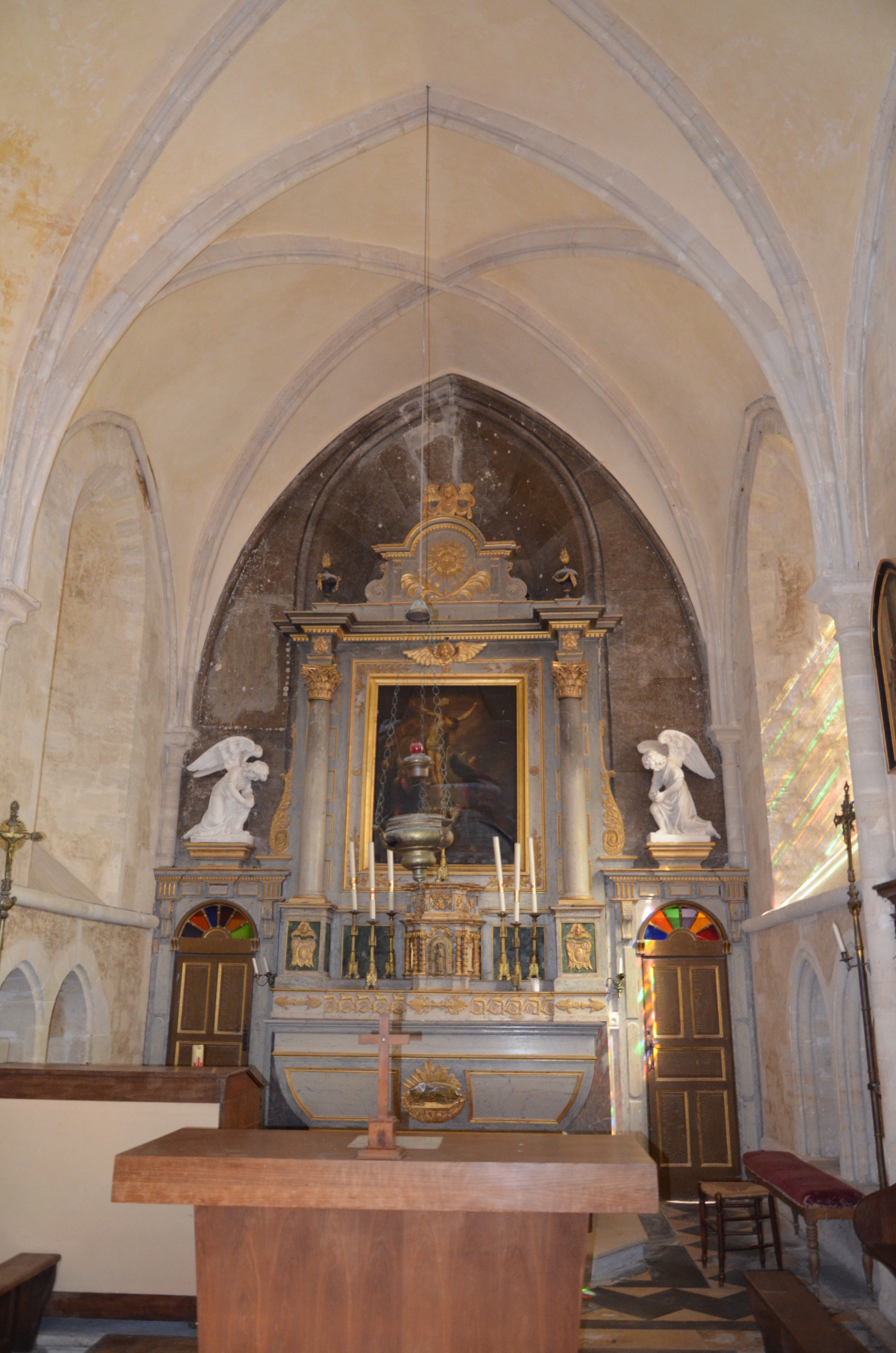
Chœur.